# Банда Руслана Мукаева
Банда Руслана Мукаева — банда «чёрных риелторов» и рабовладельцев, действовавшая в 2005 — 2008 годах.

## Создание банды
Чеченская семья Мукаевых переехала в Зимовниковский район Ростовской области в середине 1990-х годов. Семья состояла из Руслана, Арби Абдул-Межидовича и Саламбека Абул-Межидовича Мукаевых, жены Саламбека Петмат Мухидовны и их сына Магомеда. Мукаевы поселились на хуторе Грушёвка и занялись разведением крупного скота.
В середине 2000-х годов Руслан Мукаев создал банду, в которую помимо него вошли Саламбек и Магомед Мукаевы, житель Владикавказа Аслан Цаболов и двое жителей Орла —  бывший сотрудник ГАИ Эдуард Кучугура, уволенный со службы за взятку, и имевший хорошую характеристику сотрудник ОМОНа Темурлан Хамутаев.

## Преступная деятельность
Банда занималась «чёрным риелторством», то есть преступным, мошенническим путём завладевала чужими квартирами. Главарь банды Руслан Мукаев имел серьёзные связи среди московских нотариусов, в риелторских компаниях и фирмах по оформлению недвижимости. Преступники чаще всего действовали по одной схеме — они искали одиноких людей (чаще всего злоупотребляющих алкоголем), имеющих квартиру в Москве, входили к ним в доверие и позже различными способами завладевали их жильём. Иногда они похищали владельцев квартир и вывозили их в Ростовскую или в Орловскую область. Там жертв или превращали в рабов сообщники Мукаева, или насильно удерживали в психиатрической больнице. После этого жертв спаивали и заставляли оформить свои квартиры на Мукаева (или добивались этого же с помощью угроз). Иногда бандиты перепродавали квартиры несколько раз.
Самыми известными преступлениями банды были похищения Петра Сергеева и Николая Ноздрина.
В начале 2005 года Руслан Мукаев завёл знакомство со своим соседом — пенсионером Петром Сергеевым. Мукаев приносил ему продукты, подарил телевизор, по его заказу в квартире поставили новую входную дверь. Войдя к Сергееву в доверие, бандит однажды предложил мужчине приватизировать квартиру, что тот и сделал. Позже Мукаев, чтобы как-то удалить хозяина из квартиры, предложил Сергееву работу охранником в Подмосковье, но тот отказался. Спустя какое-то время главарь банды пригласил Сергеева «на шашлыки» в Тулу. Однако вместо этого преступники вывезли Сергеева в Грушёвку, в пути избив его. Позже сестра мужчины обратилась в милицию с заявлением о пропаже брата, что впоследствии помогло задержать бандитов.
К тому времени Мукаевым в Грушёвке принадлежал коттедж, ферма, 20 коров и отара овец. Ферма была окружена метровым рвом и охранялась вооружённым сторожем и десятью собаками. Кроме Сергеева, пленниками бандитов были и другие люди (в том числе и бездомные), содержащиеся на ферме и в сарае рядом с коттеджем. Саламбек и Магомед заставляли их бесплатно работать по хозяйству (в основном обслуживать скот), рубить дрова, топить печь. Среди рабов был и один бывший военнослужащий, которого Мукаевы наняли на работу, а после привезли в Грушёвку и заставили бесплатно трудиться на себя, угрожая убийством.
«Рабы» жили в тяжёлых условиях и скудно питались, бандиты часто избивали их. Несколько пленников сумели сбежать, ещё нескольких у бандитов выкупили родственники. Пленники Мукаевых много раз пытались звать на помощь, выбрасывая через щели забора записки с просьбой вызвать милицию. Однако местные жители, находившие эти записки, боялись криминального авторитета Саламбека Мукаева.
Пётр Сергеев провёл в плену у бандитов около полутора лет. Его держали в сарае без света и тепла. Бандиты периодически избивали его и угрожали убить.
Николай Ноздрин был владельцем двух комнат в коммунальной квартире в центре Москвы. В декабре 2007 года Руслан Мукаев завёл с ним дружбу, а позже убедил его поменять его две комнаты на меньшее жильё с доплатой, чтобы рассчитаться с долгами по квартплате. Бандиты продали комнаты Ноздрина за 300 тысяч долларов, а его самого перевезли в однокомнатную квартиру, но при этом не отдав ему ни документов на неё, ни денег. Позже бандиты вывезли Ноздрина в Орёл и сдали его в платную психиатрическую больницу. Врач Сергей Оганов, которому Хамутаев заплатил деньги за насильственное удерживание Ноздрина, впоследствии сказал, что ничего не знал о делах банды, а Ноздрина на самом деле посчитал настоящим алкоголиком. Однако Ноздрин сумел сообщить о своём местонахождении своей сожительнице и вскоре был освобождён милиционерами.
К концу своей преступной деятельности на Руслана Мукаева было оформлено около 300 квартир. Многие из бывших владельцев этих квартир пропали без вести.

## Аресты, следствие и суд
2 марта 2008 года в Грушёвке усиленным отрядом спецназа в своем доме были задержаны Саламбек и Магомед Мукаевы. В сарае рядом с коттеджем и на ферме милиционеры обнаружили и освободили пятерых пленников, в том числе Сергеева и одну женщину. В ходе обыска в коттедже были обнаружены документальные съёмки проведения террористических актов в Чеченской республике. В этот же день в Орле и в Москве были задержаны остальные участники банды. При обыске в квартире Хамутаева была обнаружена боевая граната.

### Обращение Асламбека Апаева
Эксперт Московской Хельсинкской группы по Северному Кавказу Асламбек Апаев написал открытое письмо тогдашнему Президенту России Дмитрию Медведеву, руководителям силовых структур и  правозащитнице Людмиле Алексеевой, в котором просил оказать содействие семье Мукаевых. По словам Апаева, Мукаевых «без всяких оснований» обвинили в захвате заложников и поставке в Чечню оружия для боевиков, а Пётр Сергеев находился у Мукаевых, потому что не имел возможности выехать домой. Апаев назвал Мукаевых «совершенно безвинными людьми».

### Суд
Следствие длилось около полутора лет. Перед судом предстали шестеро участников банды. Сергей Оганов проходил по делу как свидетель. В сентябре 2010 года Преображенским районным судом был вынесен приговор. Все шестеро подсудимых были признаны виновными в похищении человека и мошенничестве в особо крупном размере. Подсудимые были приговорены к срокам лишения свободы от 6 с половиной до 14 лет с отбыванием в исправительной колонии строгого режима (самый большой срок получил главарь банды).